# Rhapsó
Rhapsó (řecky: Ῥαψώ) je v řecké mytologii nižší bohyně či nymfa uctívaná v Aténách. Je známa především z nápisu  pocházejícího ze 4. století př. n. l. nalezeného ve Faleronu.
Někdy je spojována s bohyněmi osudu Moirami či s bohyní porodu Eileithýiou. Byla pravděpodobně patronkou švadlen.